# Persone di nome Thomas/Politici
| Questa pagina contiene informazioni ricavate automaticamente dalle voci biografiche con l'ausilio del template Bio e di un bot. L'aggiornamento è periodico e automatico e ricostruisce completamente la pagina. Se manca una persona in questa lista, sei pregato di non aggiungerla, ma accertati piuttosto che la sua voce biografica contenga il template Bio e che i dati anagrafici siano correttamente compilati. Se il template Bio manca, inseriscilo tu stesso o, in alternativa, metti l'avviso {{tmp\|Bio}} che ne segnala la mancanza. Se i dati riportati sono sbagliati, correggi direttamente la voce biografica; le modifiche saranno visibili in questa lista entro pochi giorni. Per chiarimenti vedi il progetto antroponimi. La lista contiene solo le 177 persone che sono citate nell'enciclopedia e per le quali è stato implementato correttamente il template Bio. Pagina aggiornata al 22 giu 2025. |

Questa è una lista di persone presenti nell'enciclopedia che hanno il nome Thomas e sono politici.

## A(7)
- Thomas Valentin Aass, politico e velista norvegese (Kristiania, n. 1887 - Oslo, † 1961)
- Thomas Dyke Acland, VII baronetto, politico inglese (n. 1722 - Kingston, † 1785)
- Thomas Dyke Acland, politico inglese (Londra, n. 1787 - † 1871)
- Thomas Agar-Robartes, VI visconte Clifden, politico irlandese (Londra, n. 1844 - † 1930)
- Tom Allen, politico e avvocato statunitense (Portland, n. 1945)
- Thomas Henry Armstrong, politico statunitense (Milan, n. 1829 - Albert Lea, † 1891)
- Thomas Audley, I barone Audley di Walden, politico britannico (Earls Colne - Saffron Walden, † 1544)

## B(15)
- Cass Ballenger, politico statunitense (Hickory, n. 1926 - Hickory, † 2015)
- Thomas Baring, I conte di Northbrook, politico inglese (n. 1826 - East Stratton, † 1904)
- Thomas Baring, II baronetto, politico e banchiere inglese (n. 1772 - East Stratton, † 1848)
- Tom Barrett, politico statunitense (Southfield, n. 1981)
- Thomas F. Bayard, politico e avvocato statunitense (Wilmington, n. 1828 - Dedham, † 1898)
- Thomas Hart Benton, politico statunitense (Hillsborough, n. 1782 - Washington, † 1858)
- Thomas Bibb, politico statunitense (Contea di Amelia, n. 1783 - Mobile, † 1839)
- Hale Boggs, politico e avvocato statunitense (Long Beach, n. 1914 - Alaska, † 1972)
- Yayi Boni, politico e banchiere beninese (Tchaourou, n. 1952)
- Thomas Brassey, I conte Brassey, politico inglese (Stafford, n. 1836 - Mayfair, † 1918)
- Tom Brindle, politico neozelandese (Manchester, n. 1878 - Otaki, † 1950)
- Thomas Brown, politico statunitense (Contea di Westmoreland, n. 1785 - Tallahassee, † 1867)
- Thomas Brown, politico statunitense (Indiana, n. 1917 - † 2002)
- Thomas Brown, politico statunitense (n. 1839 - † 1908)
- Thomas François Burgers, politico boero (Graaff-Reinet, n. 1834 - Richmond, † 1881)

## C(19)
- Thomas Edward Campbell, politico statunitense (Prescott, n. 1878 - Phoenix, † 1944)
- Thomas Carney, politico statunitense (Contea di Delaware, n. 1824 - Leavenworth, † 1888)
- Thomas Carper, politico statunitense (Beckley, n. 1947)
- Thomas Cave, politico inglese (n. 1825 - † 1894)
- Thomas Chaucer, politico inglese (n. 1367 - Ewelme, † 1434)
- Thomas Campbell Clark, politico statunitense (Dallas, n. 1899 - New York, † 1977)
- Thomas Green Clemson, politico statunitense (Filadelfia, n. 1807 - † 1888)
- Thomas Clifford, I barone Clifford di Chudleigh, politico britannico (n. 1630 - † 1673)
- Thomas R. R. Cobb, politico e generale statunitense (Louisville, n. 1823 - Fredericksburg, † 1862)
- Tom Coburn, politico e medico statunitense (Casper, n. 1948 - Tulsa, † 2020)
- Thomas Coke, I conte di Leicester, politico inglese (Londra, n. 1754 - Longford, † 1842)
- Tom Cole, politico statunitense (Shreveport, n. 1949)
- Thomas Colepeper, II barone Colepeper, politico inglese (n. 1635 - † 1689)
- LeRoy Collins, politico e avvocato statunitense (Tallahassee, n. 1909 - Tallahassee, † 1991)
- Thomas Coman, politico irlandese (Irlanda, n. 1836 - New York, † 1909)
- Thomas Condon, politico irlandese (Clonmel, n. 1850 - Dún Laoghaire, † 1943)
- Tom Corbett, politico statunitense (Filadelfia, n. 1949)
- Tom Cotton, politico e avvocato statunitense (Dardanelle, n. 1977)
- Thomas Cromwell, I conte di Essex, politico inglese (Putney - Tower Hill, † 1540)

## D(12)
- Thomas D'Alesandro Jr., politico statunitense (Baltimora, n. 1903 - Baltimora, † 1987)
- Tom Daschle, politico statunitense (Aberdeen, n. 1947)
- Alun Davies, politico gallese (Tredegar, n. 1964)
- Tom DeLay, politico statunitense (Laredo, n. 1947)
- Thomas Denman, III barone Denman, politico britannico (Londra, n. 1874 - † 1954)
- Thomas E. Dewey, politico statunitense (Owosso, n. 1902 - Miami, † 1971)
- Thomas Doubleday, politico e scrittore britannico (Newcastle upon Tyne, n. 1790 - Bulman's Village, † 1870)
- Thomas J. Dryer, politico e editore statunitense (Contea di Ulster, n. 1808 - Oregon, † 1879)
- Thomas Dundas, I barone Dundas, politico scozzese (n. 1741 - † 1820)
- Thom de Graaf, politico olandese (Amsterdam, n. 1957)
- Thomas de Grey, VI barone Walsingham, politico e entomologo inglese (Londra, n. 1843 - † 1919)
- Thomas de Grey, II conte de Grey, politico e militare britannico (Newby, n. 1781 - Londra, † 1859)

## E(4)
- Chet Edwards, politico statunitense (Corpus Christi, n. 1951)
- Tom Emmer, politico statunitense (South Bend, n. 1961)
- Thomas W. Ewing, politico statunitense (Atlanta, n. 1935)
- Tom Petri, politico e avvocato statunitense (Marinette, n. 1940)

## F(6)
- Thomas Fairfax, V lord Fairfax di Cameron, politico britannico (n. 1657 - † 1710)
- Tom Feeney, politico e avvocato statunitense (Abington, n. 1958)
- Thomas Fitzsimons, politico statunitense (n. 1741 - Filadelfia, † 1811)
- Thomas M. Foglietta, politico e diplomatico statunitense (Filadelfia, n. 1928 - Filadelfia, † 2004)
- Tom Foley, politico statunitense (Spokane, n. 1929 - Washington, † 2013)
- Thomas Forster, politico e militare inglese (Londra, n. 1683 - Boulogne-sur-Mer, † 1738)

## G(8)
- Tom Garrett, politico statunitense (Atlanta, n. 1972)
- Thomas Sovereign Gates, politico e militare statunitense (Filadelfia, n. 1906 - Filadelfia, † 1983)
- Thomas Gibson-Carmichael, I barone Carmichael, politico e funzionario britannico (Edimburgo, n. 1859 - Londra, † 1926)
- Thomas Walker Gilmer, politico e statistico statunitense (n. 1802 - † 1844)
- Thomas Francis Gilroy, politico irlandese (Sligo, n. 1840 - Far Rockaway, † 1911)
- Slade Gorton, politico statunitense (Chicago, n. 1928 - Seattle, † 2020)
- Thomas Lynedoch Graham, politico e giudice sudafricano (Grahamstown, n. 1860 - Città del Capo, † 1940)
- Thomas Watt Gregory, politico e avvocato statunitense (Crawfordsville, n. 1861 - New York, † 1933)

## H(18)
- Thomas Hamilton, IX conte di Haddington, politico scozzese (n. 1780 - † 1858)
- Thomas Hammarberg, politico e attivista svedese (Örnsköldsvik, n. 1942)
- Thomas W. Hardwick, politico statunitense (Thomasville, n. 1872 - Sandersville, † 1944)
- Thomas Hare, politico britannico (Inghilterra, n. 1806 - † 1891)
- Tom Harkin, politico statunitense (Warren County, n. 1939)
- Thomas Harley, politico britannico (n. 1730 - † 1804)
- Thomas F. Hartnett, politico statunitense (Charleston, n. 1941)
- Thomas Hay, politico scozzese (n. 1710 - † 1787)
- Thomas Hefti, politico, avvocato e militare svizzero (Zurigo, n. 1959)
- Thomas Henderson, politico statunitense (Freehold Township, n. 1743 - Freehold Township, † 1824)
- Thomas Hendricks, politico statunitense (Fultonham, n. 1819 - Indianapolis, † 1885)
- Thomas Henry Selby, politico statunitense (New York, n. 1820 - San Francisco, † 1875)
- Jeb Hensarling, politico statunitense (Stephenville, n. 1957)
- Thomas Herbert, VIII conte di Pembroke, politico e ammiraglio inglese (n. 1656 - † 1733)
- Thomas Wentworth Higginson, politico e patriota statunitense (Cambridge, n. 1823 - Cambridge, † 1911)
- Tim Holden, politico statunitense (St. Clair, n. 1957)
- Thomas Holenstein, politico svizzero (San Gallo, n. 1896 - Muralto, † 1962)
- Jerry Huckaby, politico statunitense (Hodge, n. 1941)

## I(1)
- Thomas Inskip, politico inglese (n. 1876 - † 1947)

## J(2)
- Thomas Lemuel James, politico statunitense (Utica, n. 1831 - † 1916)
- Thomas Jefferson, politico, scienziato e architetto statunitense (Shadwell, n. 1743 - Charlottesville, † 1826)

## K(7)
- Thomas Kean Jr., politico statunitense (Livingston, n. 1968)
- Thomas Kemmerich, politico tedesco (Aquisgrana, n. 1965)
- Thomas S. Kleppe, politico statunitense (Kintyre, n. 1919 - Bethesda, † 2007)
- Thomas Klestil, politico austriaco (Vienna, n. 1932 - Vienna, † 2004)
- Thomas Knutti, politico svizzero (n. 1973)
- Thomas Kuchel, politico statunitense (Anaheim, n. 1914 - Beverly Hills, † 1994)
- Thomas Kutschaty, politico e avvocato tedesco (Essen, n. 1968)

## L(5)
- Thomas Langlois Lefroy, politico e giudice irlandese (Limerick, n. 1776 - † 1869)
- Tom Latham, politico statunitense (Alexander, n. 1948)
- Thomas Lee, politico e militare statunitense (Mount Pleasant - Stratford Hall Plantation, † 1750)
- Tom Lewis, politico statunitense (Filadelfia, n. 1924 - Palm Beach Gardens, † 2003)
- Thomas Ludwell Lee, politico statunitense (n. 1730 - † 1778)

## M(16)
- Tom MacArthur, politico statunitense (Hebron, n. 1960)
- Thomas MacKenzie, politico neozelandese (Edimburgo, n. 1854 - Dunedin, † 1930)
- Thomas Madsen-Mygdal, politico danese (n. 1876 - † 1943)
- Thomas J. Manton, politico statunitense (New York, n. 1932 - New York, † 2006)
- Tom Marino, politico e avvocato statunitense (Williamsport, n. 1952)
- Thomas Francis Marshall, politico e avvocato statunitense (Frankfort, n. 1801 - † 1864)
- Thomas R. Marshall, politico statunitense (North Manchester, n. 1854 - Washington, † 1925)
- Thomas Massie, politico statunitense (Huntington, n. 1971)
- Thomas Mayne, politico irlandese (n. 1832 - † 1915)
- Tom McClintock, politico statunitense (White Plains, n. 1956)
- Thomas S. McMillan, politico statunitense (Ulmer, n. 1888 - Charleston, † 1939)
- Thomas Menino, politico statunitense (Boston, n. 1942 - Boston, † 2014)
- Thomas Mifflin, politico statunitense (Filadelfia, n. 1744 - Lancaster, † 1800)
- Thomas O. Moore, politico statunitense (Contea di Sampson, n. 1804 - Alexandria, † 1876)
- Thomas Mulcair, politico canadese (Ottawa, n. 1954)
- Thomas Mytton, politico e generale inglese (Londra, † 1656)

## N(1)
- Thomas Nelson Jr., politico statunitense (n. 1738 - † 1789)

## O(4)
- Tom O'Halleran, politico statunitense (Chicago, n. 1946)
- Thomas Onslow, II barone Onslow, politico inglese (n. 1679 - † 1740)
- Jon Ossoff, politico e giornalista statunitense (Atlanta, n. 1987)
- Tip O'Neill, politico statunitense (Cambridge, n. 1912 - Boston, † 1994)

## P(8)
- Thomas Pakenham, I barone di Longford, politico irlandese (n. 1713 - † 1766)
- Thomas Pelham, I conte di Chichester, politico inglese (n. 1728 - Stanmer, † 1805)
- Thomas Pelham-Clinton, III duca di Newcastle, politico e ufficiale inglese (n. 1752 - † 1795)
- Thomas Pelham-Holles, I duca di Newcastle-upon-Tyne, politico inglese (Londra, n. 1693 - Londra, † 1768)
- Thomas Percy, politico inglese (n. 1560 - Holbeche, † 1605)
- Tom Perez, politico statunitense (Buffalo, n. 1961)
- Thomas Pinckney, politico e diplomatico statunitense (Charleston, n. 1750 - † 1828)
- Tom Price, politico e medico statunitense (Lansing, n. 1954)

## R(9)
- Thomas Stamford Raffles, politico e militare britannico (Port Morant, n. 1781 - Londra, † 1826)
- Thomas Rainsborough, politico e militare britannico (Wapping, n. 1610 - Doncaster, † 1648)
- Thomas Mann Randolph Junior, politico statunitense (Tuckahoe, n. 1768 - Monticello, † 1828)
- Tom Reed, politico statunitense (Joliet, n. 1971)
- Thomas Remengesau Jr., politico palauano (Koror, n. 1956)
- Tom Ridge, politico statunitense (Munhall, n. 1945)
- Thomas Robinson, II barone Grantham, politico inglese (Vienna, n. 1738 - Londra, † 1786)
- Tom Rooney, politico e avvocato statunitense (Filadelfia, n. 1970)
- Thomas Jefferson Rusk, politico statunitense (Pendleton, n. 1803 - † 1857)

## S(9)
- Thomas Sackville, I conte di Dorset, politico, poeta e drammaturgo inglese (Withyham, n. 1536 - Westminster, † 1608)
- Thomas P. Salmon, politico statunitense (Cleveland, n. 1932 - Brattleboro, † 2025)
- Thomas C. Sawyer, politico statunitense (Akron, n. 1945 - † 2023)
- Thomas Schäfer, politico tedesco (Hemer, n. 1966 - Hochheim am Main, † 2020)
- Thomas Scot, politico inglese († 1660)
- Thomas Sebright, IV baronetto, politico inglese (n. 1692 - † 1736)
- Thomas Bahnson Stanley, politico statunitense (Spencer, n. 1890 - Martinsville, † 1970)
- Thomas Sumter, politico e generale statunitense (Contea di Hanover, n. 1734 - Stateburg, † 1832)
- Tom Suozzi, politico statunitense (Glen Cove, n. 1962)

## T(15)
- Tom Tancredo, politico statunitense (Denver, n. 1945)
- Thomas Taylour, II marchese di Headfort, politico irlandese (n. 1787 - † 1870)
- Thomas Taylour, III marchese di Headfort, politico irlandese (n. 1822 - † 1894)
- Thomas Telfair, politico statunitense (Savannah, n. 1786 - Savannah, † 1818)
- Tom Thabane, politico lesothiano (Maseru, n. 1939)
- Thomas Willing, politico e banchiere statunitense (Filadelfia, n. 1731 - Filadelfia, † 1821)
- Thomas Thynne, I marchese di Bath, politico inglese (Hatfield, n. 1734 - Westminster, † 1796)
- Thomas Thynne, I visconte Weymouth, politico inglese (Shropshire, n. 1640 - † 1714)
- Thomas Thynne, II visconte Weymouth, politico inglese (n. 1710 - Horningsham, † 1751)
- Thomas Thynne, II marchese di Bath, politico inglese (n. 1765 - † 1837)
- Thomas Thynne, V marchese di Bath, politico britannico (St. James's, n. 1862 - † 1946)
- Tom Tiffany, politico statunitense (Wabasha, n. 1957)
- Thom Tillis, politico statunitense (Jacksonville, n. 1960)
- Tommy Tuberville, politico e allenatore di football americano statunitense (Camden, n. 1954)
- Tom Tugendhat, politico britannico (Londra, n. 1973)

## U(1)
- Tom Udall, politico, avvocato e diplomatico statunitense (Tucson, n. 1948)

## V(1)
- Tom Vilsack, politico statunitense (Pittsburgh, n. 1950)

## W(9)
- Shenton Thomas, politico britannico (Southwark, n. 1879 - Londra, † 1962)
- Thomas Waitz, politico austriaco (Vienna, n. 1973)
- Thomas James Walsh, politico e avvocato statunitense (Two Rivers, n. 1859 - nei pressi di Wilson, † 1933)
- Thomas Wentworth, I conte di Strafford, politico inglese (Londra, n. 1593 - Tower Hill, † 1641)
- Tom Wolf, politico e imprenditore statunitense (Mount Wolf, n. 1948)
- Thomas Westphal, politico tedesco (Lubecca, n. 1967)
- Thomas Wheate, II baronetto, politico inglese (n. 1693 - † 1746)
- Thomas Woodrow Wilson, politico statunitense (Staunton, n. 1856 - Washington, † 1924)
- Thomas Wyatt il Giovane, politico britannico (n. 1521 - Tower Hill, † 1554)